# Luigi Pelloux
Luigi Gerolamo Pelloux (1 tháng 3 năm 1839 – 26 tháng 10 năm 1924) là chính trị gia và tướng lĩnh người Ý, bố mẹ ông vẫn giữ quốc tịch Ý khi Savoy bị sáp nhập vào Pháp. Ông từng là Thủ tướng Ý từ 29 tháng 6 năm 1898 đến 24 tháng 6 năm 1900.